# Ribociclib
| Pharmakologische Daten  | Pharmakologische Daten                   |
| ----------------------- | ---------------------------------------- |
| Verabreichungsweg       | Oral (Einnahme)                          |
| Bioverfügbarkeit        | ~ 66 %                                   |
| Plasmaeiweißbindung     | ~ 70 %                                   |
| Maximaler Plasmaspiegel | nach 1–4 Stunden                         |
| Halbwertzeit            | 29,7–54,7 Stunden                        |
| Metabolisierung         | Hepatisch, vorwiegend Cytochrom P450 3A4 |
| Ausscheidung            | Fäzes: 69,1 %, Urin: 22,6 %              |

Ribociclib ist ein Arzneistoff aus der Gruppe der Krebsmedikamente. Unter dem Markennamen Kisqali  wird er zur Behandlung bestimmter Arten von Brustkrebs eingesetzt. Ribociclib ist ein Kinase-Inhibitor mit einer Wirkung gegen die Cyclin-abhängigen Kinasen CDK4 und CDK6. Es wurde von Novartis und Astex Pharmaceuticals entwickelt und 2017 in der EU zugelassen.

## Anwendungsgebiet
Ribociclib wird bei fortgeschrittenen oder metastasiertem Brustkrebs (mBC) eingesetzt, bei dem die Tumorzellen Hormonrezeptoren (HR) haben (und auf Hormone wie Östrogen und/oder Progesteron reagieren), aber nicht zu viele HER2-Rezeptoren aufweisen (HR+ HER2- mBC). Das Arzneimittel wird dazu mit einem Aromatasehemmer oder mit Fulvestrant, beides hormonelle Krebswirkstoffe, kombiniert. Bei Frauen, die noch nicht in den Wechseljahren (Menopause) sind, sollte zusätzlich auch ein LHRH-Agonist verabreicht werden.
In den USA  ist Ribociclib seit September 2024 zudem für die Behandlung von Brustkrebs im Frühstadium zugelassen.

## Nebenwirkungen und Anwendungsbeschränkungen
Als häufigste Nebenwirkungen wurden beobachtet: Neutropenie, Leukopenie (Mangel an weißen Blutkörperchen), erhöhte Werte in Leberfunktionstests (ALT, AST, Bilirubin), Lymphopenie (Mangel an Lymphozyten), Infektionen, Rückenschmerzen, Anämie, Fatigue, Hypophosphatämie (Absinken des Phosphatspiegels im Blut) und Erbrechen. Vorsichtsmaßnahmen für die Anwendung gründen sich unter anderem auf das mögliche Auftreten von Neutropenie, der Lebertoxizität, der möglichen Verlängerung des QT-Intervalls und dem Wechselwirkungsrisiko mit anderen Arzneistoffen, die ebenfalls über CYP3A4 metabolisiert werden. Zur Anwendung in der Schwangerschaft liegen keine Studiendaten vor, in Tierversuchen traten fetotoxische und teratogene Wirkungen auf. Frauen im gebärfähigen Alter sollen während einer Behandlung und bis 21 Tage danach wirksam verhüten. Bei Kindern und Jugendlichen darf Ribociclib nicht angewendet werden.

## Entwicklung und Zulassung
Ribociclib wurde von Novartis in Zusammenarbeit mit Astex Pharmaceuticals, einem Tochterunternehmen von Otsuka Pharmaceutical unter einer 2005 abgeschlossenen Lizenzvereinbarung entwickelt. Maßgebliche klinische Studien sind die ab 2014 initiierten drei MONALEESA-Studien und die COMPLEEMENT-1-Studie. 2016 gewährte die US-Arzneimittelbehörde FDA dem Arzneimittel den Status einer Durchbruchstherapie, die einen beschleunigten Marktzugang für ein Arzneimittel zur Behandlung einer schweren Erkrankung ermöglicht, indem die Behörde die Entwicklung intensiv begleitet und die regulatorische Prüfung zeitlich abkürzt. Im März 2017 erfolgte die Marktzulassung in den USA, im August 2017 in der EU.